# Harriehausen
Harriehausen is een dorp in de Duitse gemeente Bad Gandersheim, deelstaat Nedersaksen, en telt 689 inwoners (2016). Het is daarmee de grootste plaats van de gemeente buiten het stadje zelf.
Harriehausen ligt 6 km ten oost-zuidoosten van het stadje Bad Gandersheim.
Tussen Harriehausen en het zuidelijke buurdorp Wiershausen, gemeente Kalefeld, zijn bij archeologisch onderzoek sporen gevonden van oorlogshandelingen tussen Romeinen en Germanen, en wel uit de 3e eeuw. Zie hiervoor verder: Romeins slagveld bij Kalefeld.
Zie verder onder: Bad Gandersheim.
- Gemeinsame Normdatei: 16104349-5
- Virtual International Authority File: 169300893